# Лебединцев, Феофан Гаврилович
Феофа́н Гаври́лович Лебеди́нцев (12 [24] марта 1828, с. Зелёная Диброва, Звенигородского уезда, Киевская губерния — 1888, Киев) — общественный деятель Российской империи, учёный в области религии и краеведения, издатель, журналист.

## Биография
Родился 12 (24) марта 1828 года в селе Зелёная Диброва Звенигородского уезда Киевской губернии в семье сельского священника; был 7-м ребёнком (младшим из пяти сыновей; старшими были братья Арсений (1818—1898), Пётр (1820—1896), Даниил (1821—1897), Андрей (1826—1903); старшие сестры — Матрёна, Ефросиния; младшие сёстры — Александра, Марфа, Мария).
Как все его старшие братья, он окончил Богуславское духовное училище, затем Киевскую духовную семинарию и Киевскую духовную академию, из которой вышел в 1851 году со степенью кандидата богословия, защитив диссертацию на тему «Взгляд на унию, бывшую в Юго-Западной России». Сначала он преподавал русскую литератууру в Вятской семинарии, с 1852 года — историю и греческий язык в Воронежской семинарии, с 1855 года — риторику и латинский язык в Киевской семинарии.
В 1860 году он начал исполнять обязанности делопроизводителя Киевской археографической комиссии и в этом же году основал при Киевской духовной семинарии журнал «Руководство для сельских пастырей», публиковавший разные исторические и этнографические очерки, и сам стал его редактором.
С 1861 года — бакалавр Киевской духовной академии. В 1864 году Лебединцев стал экстраординарным профессором Киевской духовной академии по кафедре истории раскола. В этом же году под своей редакцией он выпустил 2 тома сборников «Архив Юго-Западной России» с подзаголовком «Материалы для истории православия в Западной Украине в XVIII в.», разместив объёмное предисловие, для которой использовал собственную монографию «Архимандрит Мельхиседек Значко-Яворский» (впервые напечатана в 1861 году в «Киевских губернских ведомостях», затем отд. изданием — Киев: тип. Губ. управл., 1861. — 96 с).
В 1867 году он был назначен начальником Холмской дирекции училищ в Царстве Польском. Благодаря ему 5 октября 1865 года была открыта Холмская мужская гимназия, а осенью 1866 года женские педагогические курсы, ставшие позже женской гимназией. Здесь Лебединцев смог своими проповедями обратить в православие два больших села на австрийской границе. Вместе с В. Белозерским, П. Кулишем, С. Грушевским он ездил в Галицию, где православные были в меньшинстве, и позже все время заботился об образовании галицийских священников. Он хлопотал о приёме их детей в русские семинарии, помогал деньгами. Лебединцев был практик не только в духовной жизни; он задался целью построить почтовый тракт от Холма к Люблину, стал создавать в Холме учёное литературное общество. Но эти планы не осуществились, поскольку его перевели в Радом — начальником Люблинской дирекции училищ. С 25 декабря 1874 года состоял в чине действительного статского советника.
Ещё в 1868 году, после смерти малолетних детей Алексея и Николая и жены Юлии Александровны (в девичестве — Барской, правнучки зодчего Ивана Григоровича-Барского), он остался с маленьким сыном Александром (род. 1866). В 1876 году он второй раз женился, — на Ольге Железовской; их сын Константин (1878—1925) стал профессором, учёным-математиком.
В 1880 году Ф. Г. Лебединцев вышел в отставку; в период его деятельности в Царстве Польском он был награждён 4 орденами Российской империи.
Поселившись в Киеве, он стал издавать журнал «Киевская старина», ставший одним из лучших журналов в России. Ф. Г. Лебединцев редактировал журнал с момента основания до своей смерти 12 (24) марта 1888 года.

## Научная деятельность
Из трудов Лебединцева наиболее известны: «Материалы для истории православия в Западной Украине в XVIII ст.» — эта работа очень актуальна и сейчас, «Братства: исторический обзор братств от первоначального их появления до настоящего времени», «О жизни и трудах Кирилла и Мефодия», «О ярмарках». Едва ли не первый Лебединцев написал о Тарасе Шевченко. Иногда выступал под псевдонимом «Кобзарь — народолюбец с Киевщины». Один из редакторов «Архива Юго-Западной России».
Его сочинения печатались в различных журналах; среди них:
- Описание Киево-Софийского кафедрального собора;
- Киево-Печерская лавра в её прошлом и настоящем состоянии
- Киево-Михайловский Златоверхий монастырь в его прошлом и настоящем состоянии
- Пределы киевской епархии в древние и нынешние времена
- Где жили первые киевские митрополиты: в Переяславе или в Киеве?
- Когда и где совершилось крещение киевлян при святом Владимире?
- О начале христианства в Киеве до торжественного принятия христианской веры при святом Владимире
- О времени написания фресок Киево-Софийского собора
- София-премудрость Божия в иконографии севера и юга России
- Остатки церквей в развалинах древнего Корсуня, их открытие и значение
- Открытия древних мозаик в главном куполе Киево-Софийского собора